# Bimantis malaccana
Bimantis malaccana är en bönsyrseart som beskrevs av Rehn 1904. Bimantis malaccana ingår i släktet Bimantis och familjen Mantidae. Inga underarter finns listade i Catalogue of Life.